# Planalto Central de Angola

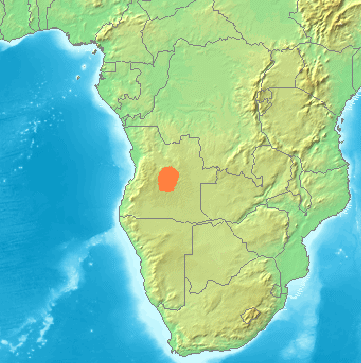
Planalto Central de Angola

O Planalto Central de Angola, também chamado de Planalto do Bié, é um planalto que ocupa grande parte da região central angolana. A sua altitude varia entre os 1 520 e os 1 830 metros. A região tem grande importância geográfica, pois serve de nascente e divisória de águas para cinco grandes bacias da África Austral: Cuango-Congo, Cuanza, Cunene, Calaári-Cubango e Zambeze.
O clima é temperado e a precipitação é suficiente para permitir o cultivo de café, milho, arroz, sisal, cana-de-açúcar e amendoim. As zonas mais elevadas recebem mais precipitação. Cerca de metade da população rural de Angola reside no planalto do Bié, como a região também é conhecida. O Caminho de Ferro de Benguela liga-o ao Oceano Atlântico e as suas principais localidades são Huambo e Cuíto.